# 水ポテンシャル
水ポテンシャル（みずポテンシャル）は水の標準状態に対する単位体積あたりのポテンシャルエネルギーであり、重力、浸透圧、圧力、毛細管現象によるマトリック効果によって、水が移動するための駆動力を示す。水ポテンシャルの概念は、植物、動物や土壌の中の水の動きを理解して計算するために重要な概念である。水ポテンシャルは、通常は水の単位体積あたりのポテンシャルエネルギーとして定量化され、国際単位系における単位はPa（パスカル）である。Paの代わりに単位重量当たりのポテンシャルエネルギー（水頭）を用いる場合もある。その場合、次元はL、国際単位系における単位はmである。
土壌中の水ポテンシャルが小さいと、土壌に水が強い力で保持されているため、植物にとってはその土壌から水を吸水しにくくなる。そのため、水ポテンシャルは水分ストレスを示す指針として用いられる。

## 水ポテンシャルの成分
水ポテンシャルは多くの要因によって決まるため、総ポテンシャル{\displaystyle \Psi }はいくつかの構成要素の和として
{\displaystyle \Psi =\Psi _{0}+\Psi _{\pi }+\Psi _{p}+\Psi _{s}+\Psi _{v}+\Psi _{m}}
と表される。ここで
- {\displaystyle \Psi _{0}} ：基準補正
- {\displaystyle \Psi _{s}} ：重力ポテンシャル
- {\displaystyle \Psi _{\pi }} ：浸透ポテンシャル
- {\displaystyle \Psi _{p}} ：圧力ポテンシャル
- {\displaystyle \Psi _{m}} ：マトリックポテンシャル
- {\displaystyle \Psi _{v}} ：湿度によるポテンシャル

である。植物や土壌のように分野に応じて若干異なった構成要素の分け方がされる。
特に、圧力ポテンシャル以降の成分は、土壌物理学の分野内でも定義が若干異なる場合がある。井上ら訳(2006)は、この原因を「土壌の骨格（マトリクス）が水に影響を及ぼす要因を、それぞれ分離することが難しいため」としている。

## 重力ポテンシャル
重力の位置エネルギーにより生じる水ポテンシャルを重力ポテンシャルという。高いところにある水の重力ポテンシャルほど大きくなる。
基準面との高さの差∆z、着目する水の密度ρ、重力加速度gを用いて
{\displaystyle \Psi =\rho g\Delta z}
と表される。

## 浸透ポテンシャル（溶質ポテンシャル）
水に溶質が溶け込むことにより低下するポテンシャルを浸透ポテンシャルという。完全な純水の浸透ポテンシャルが０で、それ以外の溶液は必ず負になる。
溶質のモル濃度と浸透ポテンシャルの間の関係は、次のファントホッフの式で与えられる。
{\displaystyle \Psi _{\pi }=-MiRT}
ここで、Mは溶質のモル濃度、iはファントホッフ係数、Rは気体定数、Tは絶対温度である。
浸透ポテンシャルは多くの生物にとって重要な意味を持っている。生物の細胞が高濃度の溶液にさらされると、細胞は外部の負のポテンシャルによって水を奪われがちである。海水中の生物や、塩害の環境下で育つ植物では、このような現象が起きる。

## 圧力ポテンシャル
力学的な圧力により生じるポテンシャルを圧力ポテンシャルという。植物細胞では総ポテンシャルの重要な成分となる。細胞内に水が入ることで、圧力ポテンシャルが上昇する。
通常、植物細胞の水ポテンシャルは正である。原形質分離では、圧力ポテンシャルはほぼゼロとなる。負の水ポテンシャルは木部のように水が外部から吸引されている状態で生じる。
土壌の圧力ポテンシャルは、飽和土壌において見られる。対象とする土壌の上部にある水からの圧力により生じる。

## マトリックポテンシャル
土壌粒子の吸着力や分子間力により生じるポテンシャルをマトリックポテンシャルという。水が土壌中の粘土や砂の粒子のような固体粒子と接しているときには、水と固体の間の分子間力が重要となる。水分子と固体粒子の間、そして水分子の間の分子間力によって、表面張力が生じるため、土壌間隙内にメニスカスが形成される。この水を固体粒子から引き離すためには、メニスカスを壊す力が必要となる。マトリックポテンシャルの大きさは、メニスカスの大きさと土壌粒子表面の化学的な性質に依存する。
不飽和土では多くの場合、土壌中のマトリックポテンシャルは上記の水ポテンシャルの他の成分よりも絶対値が大きい。マトリックポテンシャルは、固体粒子近くの水のエネルギーを大きく減少させている。土壌粒子表面に吸着している水は純水よりもエネルギー状態が低いため、マトリックポテンシャルは常に負である。マトリックポテンシャルは飽和土壌ではほぼ0となるため、地下水面よりも下では通常無視される。

### pF
土壌のマトリックポテンシャルを表す指標として、pFを用いることがある。pFは、マトリックポテンシャル（cm H2O）の絶対値の常用対数をとることで求められる。例えばマトリックポテンシャルが -1000 cm H2O（≒ -98.1 kPa）のとき、pFは log | -1000 | = 3となる。